# Cyrtanthus junodii
Cyrtanthus junodii är en amaryllisväxtart som beskrevs av Gustave Beauverd. Cyrtanthus junodii ingår i släktet Cyrtanthus, och familjen amaryllisväxter. Inga underarter finns listade i Catalogue of Life.